# Șilindia
Șilindia é uma comuna romena localizada no distrito de Arad, na região histórica da Transilvânia. A comuna possui uma área de 69.22 km² e sua população era de 865 habitantes segundo o censo de 2007.